# Paulo Pisaneschi
Paulo Pisaneschi (Sao Paulo, Brasil; 1 de noviembre de 1930 – Sao Paulo, Brasil; 19 de abril de 1980) fue un futbolista de Brasil que jugó en la posición de delantero.

## Carrera

### Club
| Periodo   | Club                     |
| --------- | ------------------------ |
| 1954-1959 | SC Corinthians           |
| 1959-1960 | Clube Náutico Capibaribe |
| 1960-1962 | AA Ponte Preta           |
| 1962-1965 | Nacional AC              |
| 1965-1966 | São Carlos FC            |

### Selección nacional
Jugó para Brasil en cuatro partidos de la Copa América 1959 de Ecuador donde anotó tres goles.

## Logros
- Pequeña Copa del Mundo de Clubes (1): 1954
- Campeonato Paulista (1): 1954
- Campeonato Pernambucano (1): 1960
- Torneio Rio-São Paulo (1): 1954